# نووآدزیتاروو
نووآدزیتاروو (به لاتین: Novoadzitarovo) یک منطقهٔ مسکونی در روسیه است که در باشقیرستان واقع شده‌است.